# پسری با پیژامه راه‌راه
پسری با پیژامه راه‌راه (انگلیسی: The Boy in the Striped Pyjamas) رمانی به قلم جان بوین است که در سال ۲۰۰۶ منتشر شده. در سال ۲۰۰۸، از روی این فیلم، اقتباسی سینمایی به کارگردانی مارک هرمن ساخته شده است.